# Heuliez GX 44
De Heuliez GX 44 is een bustype van de Franse busfabrikant Heuliez Bus. De GX 44 is speciaal gebouwd voor één vervoersmaatschappij, namelijk SEMITAN.

## Geschiedenis
Nadat in 1985 de tram in de stad Nantes werd heropend, was de vervoersmaatschappij SEMITAN op zoek naar nieuwe bussen. Het wagenpark bestond toen vooral uit Mercedes-Benz O305 en Heuliez O 305 bussen die een leeftijd hadden van 12 tot 20 jaar. SEMITAN had twee opties, namelijk om nieuwe bussen te kopen of om de chassis van de bestaande bussen te hergebruiken, omdat er alleen een nieuw uiterlijk nodig was. In 1986 werd voor optie 2 gekozen en SEMITAN kwam in contact met het bedrijf Heuliez Bus. Dit bedrijf kreeg de opdracht om bussen, met de oude chassis van de Mercedes O 305 en de carrosserie van de Heuliez GX 107 te bouwen. Deze operatie heet GX 44.

## Inzet
In Nederland komt deze bus niet voor, maar wel in onder andere Frankrijk. In totaal werden 189 exemplaren geproduceerd.
| Land      | Bedrijf             | Aantal | Series    | Inzet       | Opmerking |
| --------- | ------------------- | ------ | --------- | ----------- | --- |
| Frankrijk | Cholet bus          | 4      | 25-28     | Cholet      | |
| Frankrijk | CTA                 | 4      | 9250-9253 | Nantes      | |
| Frankrijk | SAVAC               | 5      | ??        | Chevreuse   | |
| Frankrijk | SEMITAN             | 1      | 503       | Nantes      | 503, 505-540; ex-Mercedes-Benz O 305 (2-deurs) 541-572, 598-633; ex-Heuliez O 305 (2 deurs) 573-597; ex-Heuliez O 305 (2 deurs) 653 tot 697; ex-Mercedes-Benz O 305 en ex-Heuliez O 305, afkomstig van Brest, Lorient en Valencia |
| Frankrijk | SEMITAN             | 130    | 504-633   | Nantes      | 503, 505-540; ex-Mercedes-Benz O 305 (2-deurs) 541-572, 598-633; ex-Heuliez O 305 (2 deurs) 573-597; ex-Heuliez O 305 (2 deurs) 653 tot 697; ex-Mercedes-Benz O 305 en ex-Heuliez O 305, afkomstig van Brest, Lorient en Valencia |
| Frankrijk | SEMITAN             | 44     | 653-696   | Nantes      | 503, 505-540; ex-Mercedes-Benz O 305 (2-deurs) 541-572, 598-633; ex-Heuliez O 305 (2 deurs) 573-597; ex-Heuliez O 305 (2 deurs) 653 tot 697; ex-Mercedes-Benz O 305 en ex-Heuliez O 305, afkomstig van Brest, Lorient en Valencia |
| Frankrijk | Transports Bourrier | 1      | ??        | Montpellier | |

## Verwante bustypes
- Mercedes-Benz O305
- Heuliez O 305
- Heuliez GX 107